# Місато (Акіта)

39°25′16″ пн. ш. 140°32′38″ сх. д. / 39.42111° пн. ш. 140.54389° сх. д.
Міса́то (яп. 美郷町, みさとちょう, МФА: [mʲisato mat͡ɕi̥]) — містечко в Японії, в повіті Сембоку префектури Акіта. Станом на 1 жовтня 2007 площа містечка становила 167,80 км². Станом на 1 липня 2008 населення містечка становило 22 217 осіб.